# Łona, Webber & The Pimps w S-1
Łona, Webber & The Pimps w S-1 – album koncertowy polskiego duetu hip-hopowego Łona i Webber wydany we współpracy z towarzyszącym zespołem instrumentalnym The Pimps, wydany w 2013 roku koncertowy.
Koncert nagrany został 28 kwietnia 2013 w szczecińskim studio radiowym S-1. Wydawnictwo składa się z płyt CD oraz DVD. Koncert stanowi przekrój wspólnej twórczości Łony i Webbera. Najwięcej utworów na płycie pochodzi z ich albumu Cztery i pół (9), Nic dziwnego (4), Absurd i nonsens oraz Koniec żartów (po 3) oraz Insert EP (1 utwór).
Wersja DVD zawiera liczne dodatki: "Making Of", dokument o zespole pt. "Zaraz coś tu wypożyczę" (w reżyserii Adama Barwińskiego), serię 4 filmików pt. "Chcę zostać Pimpem" oraz galerię zdjęć.
Przy zakupie wydawnictwa w sklepie DobrzeWiesz kupujący może ściągnąć darmowo nagrania dwu utworów, które nie zmieściły się na DVD/CD - "Miej wątpliwość" oraz "Szkoda zachodu" - w formacie mp4.

## Lista utworów
Opracowano na podstawie materiału źródłowego.
1. "Jedziemy do Was" (aranżacja: Webber) - 2:58
2. "Ł.O.N.A." (aranżacja: Webber) - 3:48
3. "Nie ma nas" (aranżacja: Webber) - 3:00
4. "Rozmowa" (aranżacja: Michał Kowalski) - 4:00
5. "My się znamy?" (aranżacja: Webber) - 3:20
6. "Nie ufajcie Jarząbkowi" (aranżacja: Michał Kowalski) - 3:16
7. "Insert" (aranżacja: Webber) - 2:44
8. "Bez mapy" (aranżacja: Webber) - 3:55
9. "Rozmowy z cutem" (aranżacja: Webber) - 2:56
10. "Patrz szerzej" (aranżacja: Webber) - 4:34
11. "7/4" (aranżacja: Webber) - 3:08
12. "Ballada o szlachetnym czorcie" (aranżacja: Maciej Cybulski, Michał Kowalski) - 2:32
13. "Nie pytaj nas" (aranżacja: Webber) - 4:22
14. "Panie Mahmudzie" (aranżacja: Webber) - 3:32
15. "Kaloryfer" (aranżacja: Webber) - 5:02
16. "Nocny ekspres" (aranżacja: Webber) - 4:34
17. "Ą, ę" (aranżacja: Webber) - 1:45
18. "To nic nie znaczy" (aranżacja: Webber) - 4:07
19. "Do Ciebie, Aniu, szłem" (aranżacja: Webber, gościnnie: Mateusz Czarnowski) - 4:55
20. "Jesteśmy w kontakcie" (aranżacja: Webber) - 4:42
21. "Konewka" (aranżacja: Webber) - 3:13

## Twórcy
Opracowano na podstawie materiału źródłowego.

- Adam "Łona" Zieliński - rap, muzyka, słowa, produkcja muzyczna
- Andrzej "Webber" Mikosz - syntezator, sampler, muzyka, aranżacje, miksowanie, produkcja muzyczna, producent wykonawczy
- Jacek "Rymek" Markiewicz - rap, hypeman, słowa
- José Manuel Albán Juárez - perkusja
- Michał Kowalski - fortepian, Fender Rhodes, aranżacje
- Daniel Popiałkiewicz - gitara
- Maciej Kałka - gitara basowa
- Mateusz Czarnowski - akordeon, wokal
- Jacek Gawłowski - mastering
- Maciej Cybulski - miksowanie, aranżacje
- Krzysztof Arciszewski - zdjęcia
- Konrad Wullert - opracowanie graficzne
- Krzysztof Worotyński - światło
- Joanna Trela - koordynacja produkcji
- Sebastian Mucha - montaż
- Patryk Tylza - kierownik produkcji